# Cratylisme
Le cratylisme est une théorie du langage selon laquelle les noms ont un lien direct avec leur signification, comme c'est le cas pour les onomatopées, qui miment les sons produits par tel ou tel être, animal ou objet, mais aussi dans certains mots comme serpent ou souffle. Il s'agit par conséquent d'une théorie naturaliste. Elle s'oppose à la thèse de l'arbitraire du signe de Saussure.

## Concept

### Platon et l'opposition au cratylisme
Plusieurs philosophes grecs soulèvent des interrogations d'ordre linguistique. Platon, dans le Cratyle, expose l'opposition entre la théorie naturaliste du langage, selon laquelle les mots (le signifiant) reflètent le sens du mot (le signifié), et la théorie conventionnaliste du langage, selon laquelle les mots ne sont que des conventions, des étiquettes, sur les choses du monde. Socrate, dans le texte de Platon, soutient que les mots sont attribués aux choses par la décision d'une sorte de législateur de la langue. Il est donc conventionnaliste.
Socrate s'oppose, dans le dialogue, à Cratyle. Ce dernier défend pour sa part la théorie d'une relation motivée entre les mots et les choses. Ainsi, selon Cratyle, « il existe une dénomination naturelle pour chacun des êtres [...] Un nom n’est pas l’appellation que certains donnent à l’objet après accord, en le désignant par une parcelle de leur langage, mais, il existe naturellement, et pour les Grecs et pour les Barbares, une juste façon de dénommer qui est la même pour tous ».

### Aristote et l'exploration du conventionnalisme
Aristote, dans De l'interprétation, se montre, comme son maître, en faveur de la thèse conventionnaliste. Il va toutefois plus loin dans son enquête que Platon. Il écrit notamment : « Un nom est une parole (phônè) signifiante par convention [...] Et je dis "par convention" car aucun des noms n'est un nom par nature, mais seulement lorsqu'un son devient un symbole ».

## Postérité

### Cratylisme et poésie
Un des problèmes que soulève le cratylisme est d'établir un rapport constant et absolu entre un son et une signification, postulant la possibilité d'une langue universelle, donnée une fois pour toutes.  À l'époque moderne, ce questionnement est relayé par la poésie, surtout dans les recherches autour de la métaphore et de l'image poétique (Francis Ponge, entre autres, qui analyse et interprète les choses sous l'angle du mimétisme) ou encore dans l'œuvre de Raymond Roussel. On en trouve plus récemment la manifestation dans la poésie phonique, qui demeure une expérimentation ludique et marginale en poésie.
Certaines sonorités sont clairement imitatives : dans  le vers de l'Andromaque de Racine : « Pour qui sont ces serpents qui sifflent sur vos têtes », le phonème [s] reproduit le sifflement caractéristique des reptiles évoquant la menace.  Mais d'autres rapports sont arbitraires ou subjectifs : dans le sonnet des Voyelles, Rimbaud établit un lien effectif entre son et signification, associant librement une couleur à chaque voyelle : « A noir, E blanc, I rouge, U vert, O bleu, : voyelles, / Je dirai quelque jour vos naissances latentes » ; dans Le Dur Désir de durer de Paul Éluard, titre d'un recueil où la consonne « d » produit manifestement une impression de dureté, alors que dans le vers de Verlaine : « De la douceur, de la douceur, de la douceur », elle produit l'effet opposé. Même à l'intérieur du champ poétique, ce rapport n'est donc pas constant : la signification des sons est étroitement liée à d'autres facteurs (contexte, sens lexical, etc.) et ne saurait donc être immuable. 
Le cratylisme correspond au rêve de faire concorder la langue et le réel, menant à la création d'une langue à la fois naturelle et universelle, c'est-à-dire capable de remonter aux sources du mythe d'une humanité une et unie. Cette conception se retrouve directement à l’œuvre dans les livres déroutants et para-scientifiques de Jean-Pierre Brisset. On retrouve par ailleurs cette notion chez Saint-John Perse.

### Linguistique moderne
Le cratylisme a fait l'objet d'une importante critique de la part de Ferdinand de Saussure, fondateur de la linguistique moderne, qui rejette cette théorie au profit de celle dite de l'« arbitraire du signe ». 